# ХК Спартак (София)
„Спартак“ е български клуб по хокей на лед от София, който играе домакинските си мачове в „Зимния дворец на спорта“.
Цветовете на клуба са жълто, черно и зелено.

## Шампионат
ХК „Спартак“ се състезава в А група на държавното първенство за мъже.

## Успехи
- Републиканско първенство по хокей на лед 2008 – 4-то място
- Републиканско първенство по инлайн хокей 2008 – 2-ро място
- Републиканско първенство по хокей на лед 2009 – 4-то място
- Републиканско първенство по инлайн хокей 2009 – 3-то място